# Sevépi
Sevépi est une société coopérative agricole française dont le siège est situé à Douains (Eure). Cette coopérative est issue de la fusion en 2004 de la Coopérative agricole Porte normande (CAPN) et de la coopérative Île-de-France Seine Céréales. Présente dans l'Eure et les Yvelines, elle regroupe 1500 adhérents dont elle assure la collecte et la commercialisation des produits (céréales) et l'approvisionnement (semences, fertilisants, produits phytosanitaires, aliments du bétail et agroéquipements).
Sevépi est associée avec Axéréal (groupe coopératif issu de la fusion Agralys / Épis-Centre) dans l'Union des coopératives agricoles Yvelines céréales (Ucayc), qui assure l'exploitation du silo céréalier portuaire implanté dans le port fluvial de Limay.